# Шкея (Александру-Іоан-Куза, Ясси)
Шкея (рум. Șcheia) — село у повіті Ясси в Румунії. Входить до складу комуни Александру-Іоан-Куза.
Село розташоване на відстані 304 км на північ від Бухареста, 53 км на захід від Ясс.

## Населення
За даними перепису населення 2002 року у селі проживали 1319 осіб, усі — румуни. Усі жителі села рідною мовою назвали румунську.